# Marumori
Marumori (japanska: 丸森町?, Marumori-machi)) är en landskommun (köping) i Miyagi prefektur i Japan.  